# Rynek Starego Miasta di Varsavia
Il Rynek Starego Miasta di Varsavia è una piazza di Varsavia, cuore del centro storico (Città Vecchia).
La piazza, creata già nei primi tempi della fondazione di Varsavia, fu fino alla fine del XVIII secolo il centro della vita cittadina: vi si tenevano fiere periodiche e le cerimonie municipali. Al centro sorgeva il Municipio, che venne demolito nel 1817. Le abitazioni che la delimitano, ricostruite dopo le distruzioni della seconda guerra mondiale, conservano in alcuni casi tracce delle strutture originarie del XV secolo, rimaneggiate quindi nel corso del XVII secolo, ed erano generalmente di proprietà di ricche famiglie di mercanti.
La piazza è costituita da un rettangolo di 90 x 73 m e i suoi quattro lati prendono il nome di importanti membri del Parlamento polacco nel XVIII secolo.

## Il lato sudorientale (lato Zakrzewski)
|  | Il lato corto della piazza verso sud-est, un isolato costeggiato dalle vie Świętojańska e Jezuicka, in direzione del Castello Reale e della cattedrale di San Giovanni, è costituito da otto case. Di queste la quarta a partire da sinistra è la "Casa del Basilisco" (Bazyliszek), così chiamata per l'insegna, con l'emblema dei banchieri; la successiva, quinta da sinistra, è la "Casa dorata", abitazione di Stanislaw Baryczka, sindaco della città nel XVII secolo, di cui sono incise le iniziali sopra la porta di ingresso; la settima è la "Casa Majeran; l'ottava e ultima è la "Casa del Leone", con la facciata decorata da due dipinti di Zofia Stryjeńska, realizzati nel 1928 tra le finestre del primo e del secondo piano, mentre sull'angolo è il bassorilievo di un leone che le dà il nome. |

## Il lato nordorientale (Lato Barss)
|  |  |  |

Il lato lungo situato a nord-est, in direzione della Vistola è un isolato tra i "Gradini di Pietra" (Kamienne Schodki), una scalinata che scende verso il fiume, utilizzata per trasportare in città l'acqua, e la via Celna. L'isolato comprende 13 case di abitazione: la quarta casa da sinistra ("Casa Orlemus") e la quinta ("Casa Balcer"), del XV secolo, rimaneggiate in epoca barocca e ricostruite dopo il 1944, ospitano il "Museo della letteratura dedicato ad Adam Mickiewicz" (Muzeum Literatury im A. Mickiewicza). La nona è la "Casa Troper" e la tredicesima e ultima la "Casa Burbach".

## Il lato nordoccidentale (lato Dekert)
|  | Il lato corto della piazza situato a nord-ovest comprende otto case di abitazione, costeggiate a sinistra dalla via Nowomiejska, che conduce al Barbacane, la porta di accesso della Città Vecchia in direzione della Città Nuova. Le case sono tutte collegate tra loro e costituiscono il "Museo storico di Varsavia" (Muzeum Historyczne m. st. Warszawy). La quarta casa contando da sinistra è detta la "Casa del ragazzino nero", prendendo il nome da una testa che decora la parte bassa della facciata. La successiva è la "Casa Kleinpoldt", e l'ultima, la "Casa Falkiewicz" presenta sul parapetto di coronamento una statua della Madonna tra quelle di sant'Elisabetta e di san Stanislao. |

## Il lato sudoccidentale (Lato Kołłataj)
| Il lato lungo verso sud-ovest comprende dieci case di abitazione: la prima, partendo da sinistra, "Casa Simonetti", presenta sull'angolo un orologio; la quarta, "Casa Wilczek" conserva le tracce di un portale gotico, poi ridotto, pertinente alla sua prima fase. L'ottava, la "Casa Fukier" (Kamienica Fukierów), appartenne al ramo polacco della famiglia tedesca dei Fugger, che la acquistò nel 1810; era stata edificata nel XV secolo e sostanzialmente trasformata in stile neoclassico nel 1782, ad opera dell'architetto Szymon Bogumił Zug. L'ultima casa, "Casa di Sant'Anna" (Kamienica Pod św. Anną), prende il nome da una statua della santa collocata in una nicchia sull'angolo e conserva sul fianco le arcate gotiche della prima fase, risalente al XV secolo; nel XVIII secolo fu sede del ristorante del francese Quellus, mentre attualmente ospita l'"Accademia polacca delle scienze" e la "Società storica polacca". |